# Badische Volkspartei
Die Badische Volkspartei (BVP) war eine Regionalpartei in Baden-Württemberg. Sie wurde am 5. Juni 1959 in Karlsruhe gegründet. Ihr wichtigstes Ziel war die Auflösung des seit 1952 bestehenden Südweststaates auf politisch-parlamentarischem Weg, um dadurch die Wiederherstellung des Landes Baden zu erreichen. Ihr erster Vorsitzender war der 1922 geborene Studienrat Robert Albiez.
Aus wahltaktischen Gründen schloss sich die BVP am 6. März 1960 mit der Deutschen Partei (DP) zusammen. Offiziell wurde die Partei DP/BVP genannt. Auf dem Wahlschein wurde sie als DP aufgeführt. Sie verpasste bei der Landtagswahl 1960 mit 1,61 % die 5-%-Hürde. Das beste Ergebnis erzielte sie mit 4,3 % im Regierungsbezirk Freiburg. Leo Wohlebs Witwe Maria erhielt in Freiburg-Stadt 9,2 % der Stimmen. Nach der Landtagswahl trennte sich die BVP am 18. September 1960 wieder von der DP. Nach der Durchführung des zweiten Volksentscheids 1970, in dem die Bürger für das Fortbestehen Baden-Württembergs gestimmt hatten, löste sich die BVP auf.
Heinrich Berggötz wurde 1959 als einziger Vertreter der BVP in den Karlsruher Gemeinderat gewählt.
Hinsichtlich des Programms und der Personen bestanden Überschneidungen mit dem Heimatbund Badenerland (1952–70).